# Památník Marii Konopnické
Památník Marii Konopnické, nebo pomník Marii Konopnické a polsky Pomnik Marii Konopnickiej, je pomník/památník a bronzová plastika a sousoší na náměstí Plac im. Marii Konopnickiej ve městě Suwałki v Podleském vojvodství v severovýchodním Polsku. Dílo je věnováno polské spisovatelce, vlastence a místní rodačce Marii Stanisławě Konopnické (1842–1910).

## Hístorie a popis díla
Ústředním motivem památníku je v nadživotni velikosti vytvořena dvojice – stojící Maria Konopnická a před ní stojící dítě, kteří jsou oblečeni v dobových šatech. Dítě nemá boty a má na prsou zkřížené ruce, za kterými je kniha. Dílo je umístěno na nízkém kamenném kvádrovém podstavci, na kterém je napsáno:
| „ | Maria Konopnicka 1842–1910 | “ |

Památník provedený technikou lití má výšku cca 3 m a vytvořil jej v roce 2010 známý polský akademický sochař Bohdan Chmielewski (1927–2014). Bohdan Chmielewski nepožadoval za svou práci žádné peníze. Dílo vzniklo u příležitosti 100. výročí úmrtí Marie Konopnické v rámci oslav Roku Marii Konopnickiej (Rok Marie Konopnické). Bronzový pomátník je měřítkem podobný předchozímu z pískovce z roku 1963, který byl renovován a přemístěn do zahrady v Muzeu Marie Konopnické v Suwałkách. Součástí pomníku jsou také 2 malé bronzové sošky trpaslíků - krasnoludků (krasnálů) a také kamenná lavička s citací díla Marie Konopnické. Památník je, společně s okolními kašnami, dominantou celého náměstí.

## Další informace
Místo je celoročně volně přístupné. Kolem památníku také vede naučná stezka Szlak turystyczny im. Marii Konopnickiej „Krasnoludki są na świecie”.

## Galerie

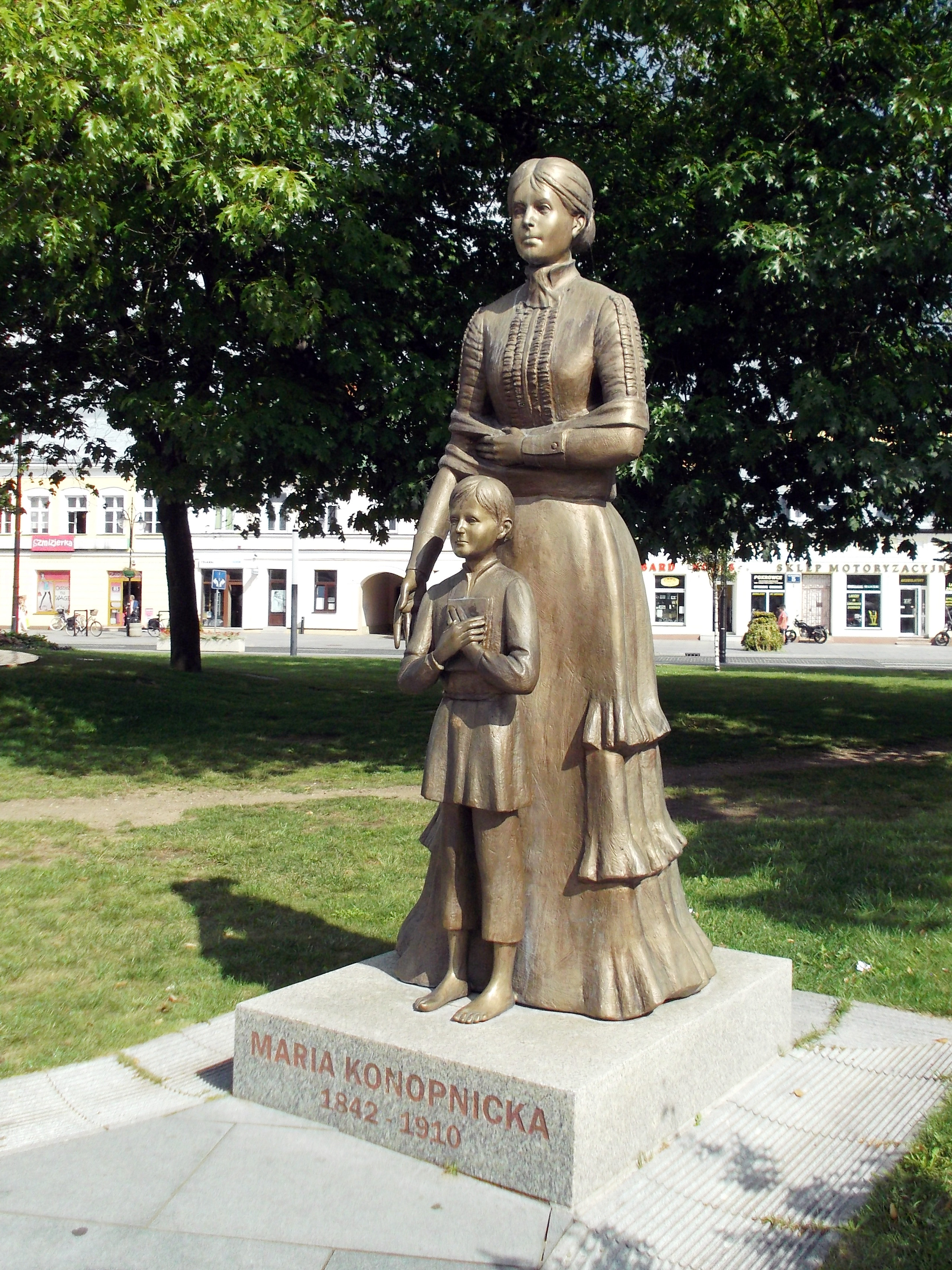
Pomník
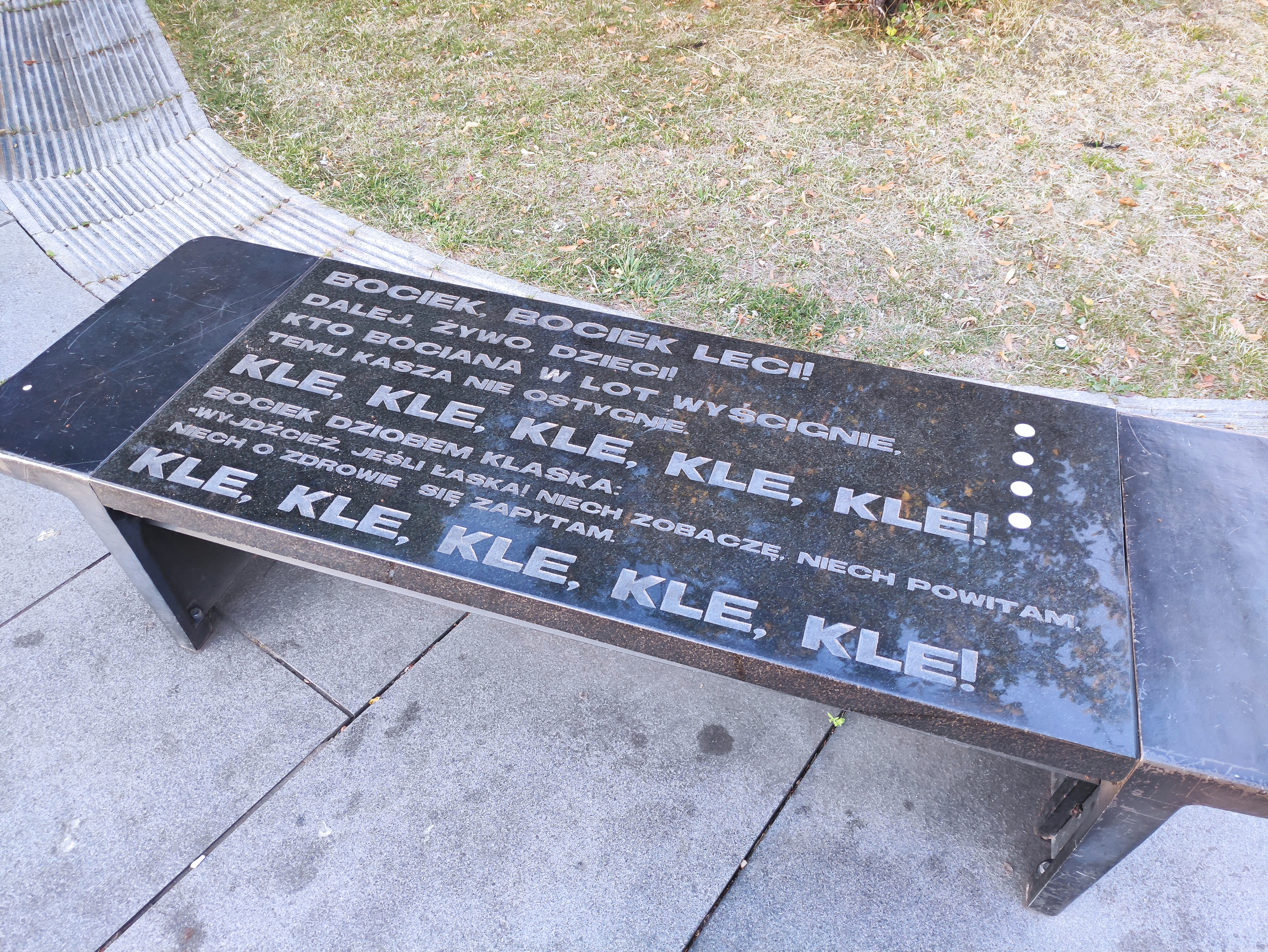
Lavička s citací
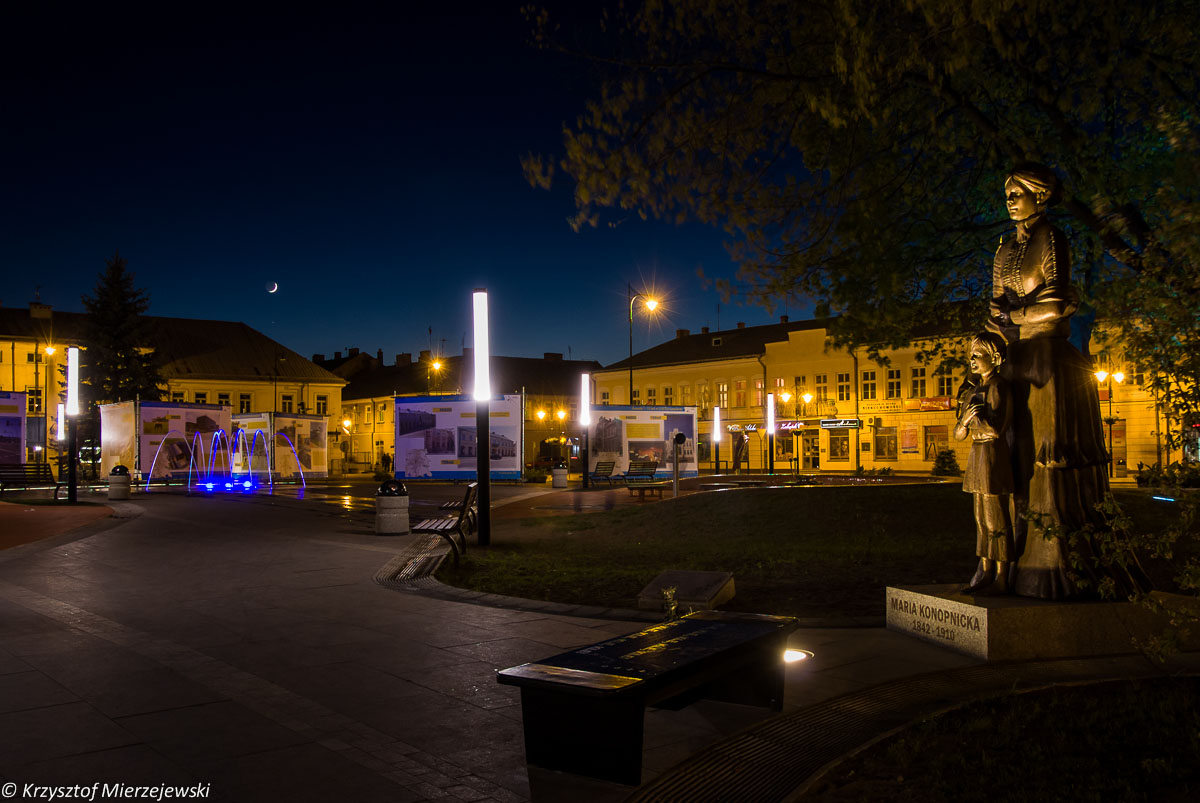
Náměstí večer